# Archidiocèse de Saint-Louis
L′archidiocèse de Saint-Louis (en latin : Archidioecesis Sancti Ludovici, et en anglais : Roman Catholic Archdiocese of St. Louis) est une siège métropolitain de l'Église catholique aux États-Unis, basé à Saint-Louis dans le Missouri. Il s'agit de l'archidiocèse latin de la province ecclésiastique de Saint-Louis. Depuis le 10 juin 2020, son archevêque est Mitchell Thomas Rozanski. 

## Territoire
L'archidiocèse couvre 15 443 km² et étend sa juridiction aux fidèles catholiques de rite latin résidant dans 10 comtés de l'État du Missouri :  
Comté de Franklin, Jefferson, Lincoln, Perry, Saint Charles, Saint François, Saint Louis, Sainte Geneviève, Warren et Washington.
Le siège de l'archidiocèse est basé dans la ville de Saint-Louis, où se trouvent la basilique cathédrale de Saint-Louis et l'ancienne cathédrale de Saint-Louis Roi de France, qui fut la première cathédrale américaine à l'ouest du fleuve Mississippi.
L'archidiocèse a pour suffragants les diocèses de Jefferson City, Kansas City-Saint Joseph et Springfield–Cape Girardeau (en).
En 2022, l'archidiocèse comptait 178 paroisses. 

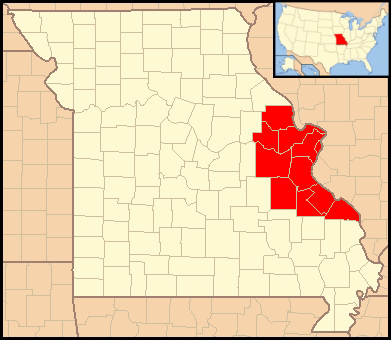
L'emplacement de l'archidiocèse.
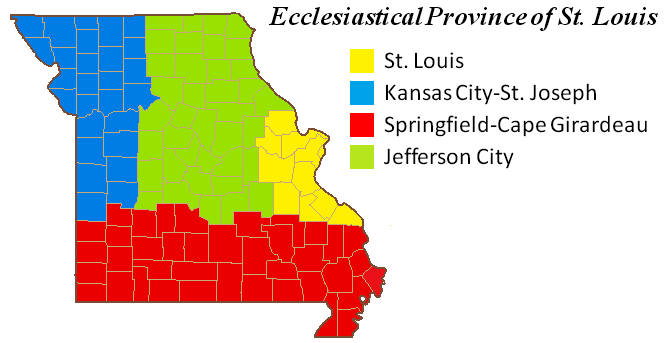
La province ecclésiastique de Saint-Louis.

## Histoire
La première paroisse de Saint-Louis a été créée en 1770 par des colons français installés dans la région. Elle faisait alors partie du diocèse de San Cristobal de la Habana, basé à La Havane, Cuba. Elle a ensuite été incorporée au diocèse de Louisiane et des Deux Florides lors de son érection le 25 avril 1793 par le pape Pie VI qui englobait à l'origine l'ensemble de l'achat de la Louisiane ainsi que la péninsule de Floride et la côte du golfe du Mexique.
En avril 1803, les États-Unis ont acheté la Louisiane à la France qui, en 1800, avait forcé l'Espagne à rétrocéder le territoire par le troisième traité de San Ildefonso. Les États-Unis ont pris officiellement possession de Saint-Louis, qui faisait alors partie de la Haute-Louisiane, le 10 mars 1804. Le premier évêque de la région fut Louis-Guillaume-Valentin Dubourg qui, le 24 septembre 1815, fut nommé évêque de la Louisiane et des deux Florides (Est et Ouest) par le pape Pie VII.
Le 19 août 1825, le pape Léon XII érigea le vicariat apostolique de l'Alabama et des Florides, prenant son territoire de l'archidiocèse catholique romain de Louisiane et des Deux Florides. Bien que les deux territoires de Floride ne faisaient plus partie du diocèse, il n'en changea pas le titre. Peu après, Mgr Joseph Rosati démissionna brusquement de son poste d'évêque coadjuteur lors d'un voyage à Rome. Le Vatican décida alors de scinder à nouveau le diocèse, faisant de Saint-Louis un siège distinct. Le 18 juillet 1826, le même pape érigea le diocèse de Saint-Louis, issu du diocèse de Louisiane et des Deux Florides et du diocèse de Durango.
Plus tard, le diocèse de Saint-Louis a été élevé au rang d'archidiocèse, le 20 juillet 1847, par le pape Pie IX. En raison de sa taille, l'archidiocèse a souvent été appelé la "Rome de l'Ouest". Il est dédié à Saint Louis et a pour co-patrons les saints Vincent de Paul et Rose Philippine Duchesne.

## Accusations d'agressions sexuelles
En juillet 2024, une plainte est déposée contre l’archidiocèse de Saint-Louis évoquant des décennies d’abus sexuels commis par des prêtres dont l’actuel archevêque d’Omaha, George Lucas. Ce dernier réfute ces accusations. 

### Articles liés
- Liste des juridictions catholiques aux États-Unis
- Église catholique aux États-Unis